# 29672 Salvo
29672 Salvo è un asteroide della fascia principale. Scoperto nel 1998, presenta un'orbita caratterizzata da un semiasse maggiore pari a 2,4317008 UA e da un'eccentricità di 0,1278178, inclinata di 3,68877° rispetto all'eclittica.